# Siphlaenigma janae
Siphlaenigma janae is een haft uit de familie Siphlaenigmatidae. De wetenschappelijke naam van de soort is voor het eerst geldig gepubliceerd in 1962 door Penniket.
De soort komt voor in het Australaziatisch gebied.